# Colibri (Film)
Colibri ist ein deutsches Stummfilmlustspiel aus dem Jahre 1924 von und mit Viktor Janson mit Ossi Oswalda in der Titelrolle. Der Geschichte liegt der gleichnamige Roman von Paul Frank zugrunde.

## Handlung
Das Straßenmädchen, das alle nur „Colibri“ nennen, ist eigentlich ein armes Hascherl, das von ihrem „Beschützer“, dem bulligen Gelegenheitsdieb Boddy, für seine Fischzüge eingesetzt wird. Dadurch hat sie schon so manch unangenehme Begegnung mit der Polizei zu gewärtigen. Hier lernt der reiche Wohltäter Mr. Barrymore, Colibri kennen und beschließt, ganz in der Tradition von Professor Higgins aus „Pygmalion“, das Mädchen zu sich zu nehmen, um sie daheim zu einem angesehenen Vertreter der Gesellschaft und zu einer vornehmen Dame zu erziehen. Fortan nimmt Colibris Leben eine entscheidende Wendung, doch Boddy will nicht von seinem Lockvogel, der ihm so manchen Coup ermöglicht hatte, lassen.
Ein weiterer Diebstahl, diesmal von wichtigen Dokumenten, wird Colibri angelastet. Um der Schmach einer etwaigen Verhaftung zu entgehen, rückt das Mädchen aus dem Barrymore’schen Anwesen aus, schließt sich einem Wanderzirkus an und steigt zu einem Varietéstar auf. Als sie erneut verhaftet werden soll, begibt sich Colibri neuerlich auf die Flucht. Es folgen zahlreiche Ereignisse, die Colibris Leben immer turbulenter werden lassen. Auch versucht die junge Dame, die durchaus zwischen Falsch und Richtig entscheiden kann, den von Boddy Bestohlenen ihr Eigentum zurückzubringen. Nachdem ihre Unschuld am ihr zur Last gelegten Diebstahl bewiesen werden kann, kehrt Colibri zu den Barrymores zurück, und dort wartet bereits der schmucke Reginald Barrymore, ihres Wohltäters Neffe, in den sie sich verliebt hat.

## Produktionsnotizen
Colibri entstand zum Jahresbeginn 1924 und passierte die Filmzensur am 3. bzw. 10. März desselben Jahres. Der Sechsakter besaß eine Länge von 2637 Metern und wurde noch im März 1924 in Frankfurt am Main uraufgeführt. Die Berliner Premiere fand am 5. September 1924 im Alhambra-Kino statt.
Gustav von Koczian-Miskolczy war Herstellungsleiter. Die Filmbauten gestaltete Jacques Rotmil.

## Kritiken
Der Tag ließ kein gutes Haar an dem Film, „der sicher nicht mehr nach Paul Frank gedreht“ worden sei. „Die Verfolgungsjagd, unlogisch hier eingefügt, ist Einfall des Regisseurs. Welch ein Einfall! Man lockt damit kein kleinstes bißchen Spannung mehr im Zuschauer hervor. Im Übrigen ist dieser Film ein Lustspiel. Es wird krampfhaft in Lustigkeit gemacht. Wir werden ganz traurig darüber. Denn eigentlich ist es doch ein ernstes Problem, um das es sich handelt.“ Dieser Film, so Der Tag abschließend, „hätte ein hohes Lied der Sehnsucht und des Mysteriums der Großstadt werden können, und es ward ein langweiliger Gesellschaftsfilm.“
Das Linzer Tagblatt hingegen meinte: „Ossi Oswalda hat Colibri mit dem aparten Reiz ihres Wesens, ihrer herzgewinnenden Fröhlichkeit und mit pfiffiger Spitzbübigkeit ausgestattet.“